# Гірниче обладнання

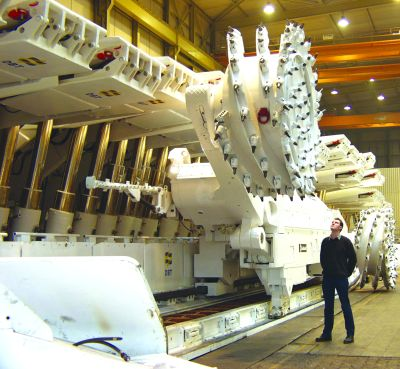
Гірниче обладнання для потужних лав: гідравлічне кріплення, комбайн і конвеєр.

Гірниче обладнання (рос. горное оборудование, англ. mining equipment, нім. Bergbauausrüstung f) — машини і механізми, що призначені для виконання основних і допоміжних виробничих (технологічних) процесів на гірничому підприємстві.

## Класифікація
Розрізняють гірничо-шахтне, кар'єрне, свердловинне, збагачувальне та інше гірниче устаткування.
За призначенням виділяють
- Бурове устаткування,
- гірничі машини і комплекси,
- гірниче кріплення,
- гірничий інструмент,
- гірничо-транспортне обладнання,
- рудникове електрообладнання,
- гірничорятувальне обладнання,
- рудникове вентиляційне обладнання тощо.

## Проєктування і конструювання
Проєктува́ння гірни́чого обла́днання (рос. проектирование горного оборудования, англ. designing of mining equipment, нім. Projektierung f der Bergbauausrüstungen) — стадія проєктно-конструкторських робіт із створення гірничого обладнання, що передує конструюванню і полягає у розробці технічного завдання, ескізного і технічного проєктів.
Спершу розробляють технічне завдання, ескізний і технічний проєкти. За цим слідує стадія конструювання, що включає розробку документації, необхідної для виготовлення і експлуатації створюваного об'єкта, у вигляді креслень (складальних, деталей, монтажних), схем (кінематичних, електричних, гідравлічних і інших), даних про покупні вироби, програм і методик випробувань, розрахунків (міцнісних, розмірних ланцюгів і т. д.), експлуатаційних документів різного характеру.
Гірниче обладнання створюється на основі широкого використання сучасних комп'ютерних технологій в системах автоматизованого проєктування.